# جبل فريزلاند
جبل فريزلاند هو جبل يقع في سلسلة جبال تانغرا في جزيرة ليفينغستون في جزر جنوب شيتلاند بالقارة القطبية الجنوبية، يبلغ ارتفاعه حوالي 1700 متر فوق سطح البحر.